# El Chabacano, Chapa de Mota
El Chabacano är en ort i Mexiko, tillhörande kommunen Chapa de Mota i delstaten Mexiko, i den centrala delen av landet. Orten hade 131 invånare vid folkräkningen 2010.